# 윤성근
윤성근(尹誠根, 1959년~2022년 1월 11일)은 서울남부지방법원에서 법원장을 역임한 대한민국의 법관이다.

## 생애
1959년 강원도 원주시에서 태어난 윤성근은 충암고등학교와 서울대학교 법학과를 졸업하고 제24회 사법시험에 합격했다. 제14기 사법연수원과 군 법무관을 마치고 10년동안 국제거래 전문 변호사를 하다가 1998년에 인천지방법원 판사에 임용되었다, 이후 서울고등법원 판사와 대구지방법원, 인천지방법원 부천지원, 서울중앙지방법원, 서울남부지방법원, 부산고등법원, 서울고등법원에서 부장판사를 하였다. 서울남부지방법원에서 재직하던 2008년 2월에 수석부장판사에 임명되었다. 2015년 2월에 법원장으로 승진하여 서울남부지방법원에서 2년동안 법원장을 한 뒤인 2017년 2월에 서울고등법원 부장판사에 복귀하였다.
영어, 중국어, 일본어, 독일어 등 외국어 뿐만 아니라 국제상사거래·해상·중재 분야에 대해 정통한 윤성근은 서울중앙지방법원과 서울고등법원의 국제거래전담재판부 재판장을 지냈으며, 법원 내  학술단체인 국제거래법 커뮤니티 회장과 대한민국의 학술단체인 국제사법학회 부회장 등을 수년간 역임했다.
서울남부지방법원 수석부장판사로 근무할 당시 "부드러운 법원 분위기를 만들어 자율적으로 일할 수 있도록 하면서도 불합리한 관행을 꾸준히 개선했다"는 평가를 받았다.
지병인 담도암으로 2022년 1월 11일 별세했다.

## 주요 판결
- 부산고등법원 제4민사부 재판장으로 재직하던 2009년 7월 8일에 신태섭 교수가 학교법인 동의학원을 상대로 교수해임 무효 확인 청구소송에서 동의대학교의 항소를 기각했다.[3]
- 서울고등법원 민사19부 재판장으로 재직하던 2013년 7월 10일에 여운택(90)씨 등 4명이 신일철주금(옛 일본제철)을 상대로 낸 손해배상 소송의 파기환송심에서 "원고에게 각 1억원을 지급하라”고 판결했다.[4]
- 서울고등법원 제6행정부 재판장으로 재직하던 2014년 5월 14일에 "공정거래위원회가 2012년에 'SK그룹 계열사 7개 회사가 IT서비스 업체 SK C&C를 부당 지원했다'는 이유로 총 347억3400만원의 과징금을 부과하고 시정 명령한 것은 위법하다"고 하면서 "공정거래위원회가 SK그룹에 부과한 과징금과 시정명령을 모두 취소한다"며 (원고 전부 승소 판결했다.[5]

## 저서
법치주의를 향한 불꽃